# Josefa de Óbidos
Josefa de Óbidos (tiếng Bồ Đào Nha: [ʒuˈzɛfɐ ð(j) ˈɔβiðuʃ]; khoảng năm 1630 – 22 tháng 7 năm 1684) là một họa sĩ người Bồ Đào Nha (sinh ra tại Tây Ban Nha). Tên khai sinh của bà là Josefa de Ayala Figueira, nhưng bà ký tên là "Josefa em Óbidos" hay "Josefa de Ayalla". Tất cả các tác phẩm của bà được thực hiện tại Bồ Đào Nha, quốc gia của cha bà, nơi mà bà sống từ lúc bốn tuổi trở đi. Khoảng 150 tác phẩm được biết của Josefa de Óbidos, làm cho bà trở thành một trong những họa sĩ Baroque nổi tiếng nhất ở Bồ Đào Nha. Félix da Costa Meesen năm 1969 liệt kê Josefa là một trong những họa sĩ người Bồ Đào Nha nổi tiếng nhất, rằng "bà được biết đến ở khắp nơi, nhất là những quốc gia lân cận..."

## Triển lãm
- Esposição das pinturas de Josefa de Óbidos (Ayala), Museu Nacional de Arte Antiga, Lisbon, 1949[4]
- Josefa de Óbidos e o tempo barroco, Galeria de Pintura do Rei D. Luis, Lisbon, 1991[5]
- The Sacred and the Profane: Josefa de Óbidos of Portugal, The National Museum of Women in the Arts, Washington, DC, 1997[2]
- Josefa de Óbidos e a invenção do Barroco Português, Museu Nacional de Arte Antiga, Lisbon, 2015[6]